# Michael Smith
Pour les articles homonymes, voir Michael Smith (homonymie) et Smith.
Michael Smith (26 avril 1932 à Blackpool, en Angleterre - 4 octobre 2000 à Vancouver, au Canada) est un biochimiste canadien d'origine anglaise. Il a reçu la moitié du prix Nobel de chimie de 1993 pour sa découverte de la mutagénèse dirigée.

## Biographie
Né d'une famille ouvrière, son intérêt pour la chimie est éveillé par un de ses professeurs. Il s'inscrit à l'université de Manchester pour effectuer un baccalauréat en sciences et participe ensuite à une recherche postdoctorale à l'université de la Colombie-Britannique. Gobind Khorana, son mentor, remporta un prix Nobel (en médecine) pour ses recherches en 1968.
Michael Smith a mis au point une technique permettant de transformer les gènes en réorganisant les petites molécules appelées nucléotides qui composent les gènes. La redisposition des nucléotides dans un gène provoque une mutation. L'article faisant état de sa découverte, Mutagenèse dirigée, est d'abord refusé par l'une des principales revues savantes. Avant l'avènement de cette technique, il était impossible d'effectuer une mutation sur un gène donné. En 1993, Smith reçoit la moitié du prix Nobel de chimie (l'autre moitié a été remise à Kary Mullis) « pour des contributions au développement de méthodes en chimie de l'ADN [...] pour ses contributions fondamentales à l'établissement de la mutagénèse dirigée basée sur les oligonucléotides et son développement, permettant l'étude des protéines ». Il a fait don de sa bourse du prix Nobel à la recherche sur la schizophrénie, au centre Science World British Columbia et à la Société des Canadiennes dans la science et la technologie.
Depuis 1994, le Conseil de recherche en sciences naturelles et en génie du Canada remet le prix Michael-Smith à des citoyens et à des organismes canadiens qui font la promotion des sciences.
Michael Smith est devenu membre de la Royal Society le 20 mars 1986.

## Citation
- « Il faut vraiment aimer faire de la recherche. Cela doit être ce qu'on veut faire dans la vie, car lorsqu'on se lance dans un domaine inexploré, il faut travailler dur. Les choses ne vont pas toujours comme on le souhaite. Il faut être persévérant. »

## Prix et distinctions
- Prix G. Malcolm Brown de la Fédération canadienne des sociétés de biologie 1989[2]

- Médaille Flavelle 1992 , Société royale du Canada[2]
- Prix Nobel de chimie 1993 (partagé avec Kary B. Mullis )[2]